# رالف روكتشيجياني
رالف روكتشيجياني (بالألمانية: Ralf Rocchigiani) مواليد 13 فبراير 1963 في ألمانيا، هو ملاكم ألماني معتزل كان يصنف ضمن فئة الوزن الثقيل. حقق بطولة منظمة الملاكمة العالمية.

## إحصائيات
خاض خلال مسيرته 58 نزالا، فاز في 42 وتعادل في 7 وخسر في 9. فاز بالضربة القاضية في 17 نزالا.

## روابط خارجية
- رالف روكتشيجياني على موقع بوكس ريك (الإنجليزية) (registration required)